# W ludzkich sercach
W ludzkich sercach (ang. Of Human Hearts) – amerykański film z 1938 roku w reżyserii Clarence’a Browna.

## Obsada
- Walter Huston jako Ethan Wilkins
- James Stewart jako Jason Wilkins
- Gene Reynolds jako Jason Wilkins jako dziecko
- Beulah Bondi jako Mary Wilkins
- Charles Coburn jako doktor Charles Shingle
- Guy Kibbee jako George Ames
- John Carradine jako prezydent Lincoln
- Ann Rutherford jako Annie Hawks
- Leatrice Joy Gilbert jako Annie Hawks jako dziecko
- Charley Grapewin jako Jim Meeker
- Leona Roberts jako siostra Clarke
- Gene Lockhart jako Quid
- Clem Bevans jako Elder Massey
- Arthur Aylesworth jako Rufus Inchpin
- Sterling Holloway jako Chauncey Ames
- Charlie Peck jako Chauncey Ames jako dziecko
- Robert McWade jako doktor Lupus Crumm
- Minor Watson jako kapitan Griggs

## Nagrody i nominacje
| Nazwa nagrody | Wygrane            | Nominacje                                        |
| ------------- | ------------------ | ------------------------------------------------ |
| Oscar         | 1939 bez rezultatu | 1939 Najlepsza aktorka drugoplanowa Beulah Bondi |